# Regal Zonophone Records
Regal Zonophone Records — британский звукозаписывающий лейбл, образовавшийся в 1931/1932 году в результате слияния лейблов Regal Recordings и Zonophone, которое последовало за объединением двух компаний Columbia Graphophone Company и Gramophone Company в одну из крупнейших звукозаписывающих компаний мира — EMI.

## История
Лейбл Regal Zonophone Records утратил активность в середине 1970-х, затем на некоторое время был восстановлен в конце 1990-х, но в 2007 году прекратил своё существование в связи с тем, что компания EMI восстановила предшествующие ему лейблы Regal Recordings и Zonophone.
Этому лейблу посвящена композиция «Magdalene (My Regal Zonophone)» с альбома Shine On Brightly группы Procol Harum.